# Skyshark
Gli Skyshark erano una famiglia di bombe a grappolo guidate sviluppate dal consorzio italiano CASMU (Consorzio Armamenti Spendibili Multi Uso) comprendendo l'Aeritalia e la Snia BPD., che consistevano in grandi contenitori che, una volta sganciati, volavano per un tragitto preordinato e poi aprivano il vano di carico rilasciando grandi quantità di submunizioni.
I voli di prova iniziarono nel 1988. Il raggio d'azione della versione priva di propulsore era compreso tra 6 e 12 km, mentre la versione munita di un motore a razzo poteva raggiungere i 20-25 km. Il carico bellico previsto era di 750 kg con una velocità massima di Mach 0,8.
Lo Skyshark, negli anni 80 era più o meno al livello del missile francese MBDA Apache, e in generale cercava di risolvere il problema che gli aerei avevano con le spezzoniere MW-1 (applicate sul Panavia Tornado), ovvero la necessità di sorvolare il bersaglio. Prima planante, poi venne studiato con motore a razzo per aumentare la gittata ed essere utilizzabile anche a basse quote. Poi si ipotizzò un modello con turbogetto, ed infine una versione con profilo stealth, ma nonostante tutti questi studi esso non ebbe futuro, abbandonato dall'Aeronautica Militare e ignorato da aviazioni estere, finché non se ne sentì più parlare dalla metà anni '90.